# Международна конференция „Обзор на Холокоста: Глобален поглед“
Международната конференция „Обзор на Холокоста: Глобален поглед“ (на персийски: همایش بین‌المللی بررسی هولوکاست: چشم‌انداز جهانی) е конференция, посветена на историята на Холокоста, проведена в Техеран на 11 и 12 декември 2006 година по инициатива на външното министерство на Иран. В нея вземат участие 67 души от 30 страни, главно известни отрицатели на Холокоста, като американецът Дейвид Дюк, австралиецът от германски произход Фредерик Тобен, французинът Жорж Тиел и други. Конференцията е критикувана от правителствата на различни страни, като Съединените щати, Великобритания и Русия, както и от еврейски организации и общественици.